# Villa Biscossi
Villa Biscossi (lombardul: La Vila) település Olaszországban, Lombardia régióban, Pavia megyében. Lakosainak száma 65 fő (2023. január 1.). Villa Biscossi Galliavola, Lomello, Mede és Pieve del Cairo községekkel határos.

## Népesség
A település lakossága az elmúlt években az alábbi módon változott:
| Lakosok száma | 77   | 76   | 65   |
|               | 2017 | 2018 | 2023 |